# Pipturus propinquus
Pipturus propinquus là loài thực vật có hoa trong họ Tầm ma. Loài này được (Decne.) Wedd. miêu tả khoa học đầu tiên năm 1854.